# Miquel Pagès i Bauzà
Miquel Pagès i Bauzà (Cerdanyola del Vallès, 4 de gener de 1942) és un ex jugador d'hoquei sobre patins i dirigent esportiu català de les dècades de 1960 i 1970.
Format al Cerdanyola CH, passà la major part de la seva carrera en aquest club, jugant-hi durant gairebé una dècada. Entre 1967 i 1969 jugà amb el RCD Espanyol essent campió de Catalunya aquest darrer any. Retornà al Cerdanyola novament, i finalitzà la seva carrera a l'ACD Sentmenat. Fou internacional amb la selecció espanyola júnior l'any 1960, essent subcampió d'Europa, i absolut, amb la que fou campió del món l'any 1966. Un cop retirat formà part de la junta directiva del Cerdanyola.

## Palmarès
Selecció espanyola
- 1 medalla d'or als Campionat del Món «A» d'hoquei patins masculí: 1966

Clubs
- 1 Campionat de Catalunya d'hoquei patins: 1969